# Carlo Salinari
Carlo Salinari (* 17. November 1919 in Montescaglioso; † 25. Mai 1977 in Rom) war ein italienischer Romanist und Italianist.

## Leben und Werk
Salinari studierte an der Universität La Sapienza in Rom bei Natalino Sapegno und schloss 1941 ab mit einer Arbeit über Guido Cavalcanti. Er trat der Kommunistischen Partei Italiens (KPI) bei und spielte eine führende Rolle in der italienischen Resistenza, insbesondere beim Attentat in der Via Rasella vom 23. März 1944. Nach dem Zweiten Weltkrieg war er zuerst Assistent an der Sapienza, dann von 1951 bis 1955 Kulturreferent der KPI. Nachdem er sich 1949 habilitiert hatte, lehrte er an den Universitäten Cagliari und Mailand, ab 1963 als ordentlicher Professor für italienische Literatur, zuletzt an der Sapienza (dort 1977 auch als Dekan). In Montescaglioso trägt ein Gymnasium, in Rom ein Platz seinen Namen.

## Werke (Auswahl)
- (Hrsg.) La poesia lirica del Duecento, Turin 1951, Mailand 2013
- Miti e coscienza del decadentismo italiano. D'Annunzio. Pascoli. Fogazzaro e Pirandello, Mailand 1960 (zahlreiche Auflagen; rumänisch, Bukarest 1971)
- La questione del realismo. Poeti e narratori del novecento, Florenz 1960
- Storia popolare della letteratura italiana, 3 Bde., Rom 1962 (Teilübersetzung, tschechisch, Prag 1964)
  - Profilo storico della letteratura italiana, 3 Bde., Rom 1972
- Sommario di Storia della Letteratura Italiana, Rom 1965
- (Hrsg.) Vocabolario della lingua parlata in Italia, Mailand 1967
  - Dizionario ragionato della lingua parlata in Italia, Mailand 1981
- Preludio e fine del realismo in Italia, Neapel 1967
- (Hrsg. mit Carlo Ricci) Storia della letteratura italiana con antologia degli scrittori e dei critici, 4 Bde., Rom/Bari 1969–1973 (mehrere Auflagen)
  - 1. Dalle origini a tutto il Quattrocento
  - 2. Dal Cinquecento al Settecento
  - 3. L' Ottocento e il Novecento
  - 4. Il secondo dopoguerra
- La Critica della letteratura italiana, Neapel 1973, 1985
- Giorgio Saviane, Florenz 1976
- (Hrsg.) La divina Commedia, 3 Bde., 1980